# Don Letts

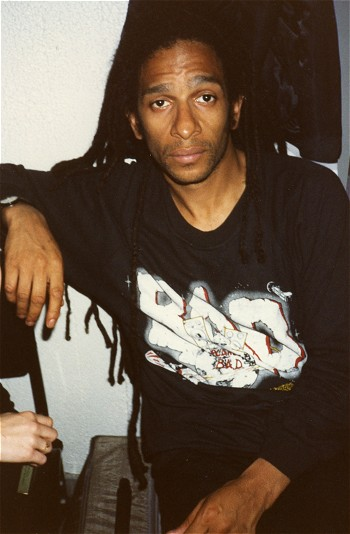
Don Letts em 1987.

Don Letts (nascido em 10 de janeiro de 1956) é um diretor de cinema britânico e músico. Ele é creditado como o homem que por meio de sua discotecagem em clubes como o Roxy reuniu punk e reggae.

## Biografia
Letts nasceu em Londres, Inglaterra e foi educado na escola Tenison em Kennington. Em 1975, Don Letts era o manager da famosa Acme Attractions, paragem obrigatória dos amantes da moda, Zoot suit azul-elétricos e jukeboxes, e bombardeva-os de dub reggae todo o dia. Letts foi profundamente inspirado pela música vinda da terra natal de seus pais, a Jamaica, em particular, Bob Marley. Depois de ver um dos shows de Marley na Odeon, em Hammersmith (junho de 1976) ele foi capaz de esgueirar-se para o hotel e passou a noite conversando e fazendo amizade com Marley. Em meados dos anos 1970 Acme teve uma cena atraindo gente como The Clash, The Sex Pistols, Chrissie Hynde, Patti Smith, Deborah Harry e Bob Marley.
Vendo a multidão que frequentava a Acme, o então promotor Andy Czezowski, durante o surto original do punk na Inglaterra, inaugurou a boate londrina Roxy, de modo que as pessoas pudessem ir na loja e ter algum lugar para se divertir. Como a maioria das bandas daquela época ainda não haviam gravado, não havia discos de punk rock para tocar. Em vez disso, Letts incluía muito dub e reggae em seus sets, e é creditado como o introdutor desses sons para a cena punk de Londres, vindo a influenciar The Clash e outras bandas. Como um tributo, ele é retratado na capa do EP do Clash Black Market Clash e na compilação Super Black Market Clash. Ele era capaz de usar a fama e dinheiro de DJing e da história Acme para fazer seu primeiro filme, The Movie Punk Rock (1978).
Letts sair do negócio de varejo para gerenciar a banda, The Slits. Ele abriu shows para o The Clash durante a turnê White Riot. Enquanto a turnê White Riot rolava, decidiu que gestão não era para ele, mas continuou a juntar o material para o filme de punk rock. 
Letts fui para a Jamaica pela primeira vez quando, depois de os Sex Pistols se separaram, Johnny Rotten decidiu escapar do frenesi da mídia, indo com Richard Branson para a Jamaica. Foi nessa viagem que Branson se inspirou para abrir a Virgin, gravadora de reggae. "Eu acho que ele pensou que, desde que eu era negro e jamaicano - bem, mais ou menos - ele estaria em boas mãos. Mal sabia ele que o mais próximo que eu tinha sido a Jamaica estava assistindo The Harder They Come no Cinema Classic em Brixton. " Disse Don Letts, tempos depois.

### Música
Em 1978, gravou um EP Steel Leg v the Electric Dread, com Keith Levene, Jah Wobble, e Leg Steel. Depois que Mick Jones foi demitido do The Clash, ele e Letts fundaram a Big Audio Dynamite, em 1984. Em 1990, Letts formou a  Screaming Target. A partir de 01 de abril de 2009, Letts apresenta um programa semanal na BBC Radio 6 Music.

### Livros
Em 2006, ele publicou sua autobiografia: Letts, Don; David Nobakht (2008). Clash Cultura: Dread Meets Punk Rockers (3 ª Edição ed.). Londres: SAF Publishing. ISBN 0946719993. OCLC 181422771

### Filmes
Desde seu primeiro filme, The Movie Punk Rock, Letts expandiu-se para fazer documentários e vídeos de música para várias bandas. Em 1997, ele viajou para a Jamaica para dirigir, Dancehall Queen. Enquanto filmava uma história do punk em 2001, Letts estava em Nova York quando em 11 de setembro de 2001, aconteceram os ataques terroristas. Seu filme Westway to the World ganhou um Grammy Award em 2003.

#### Filmografia (como diretor)
- Rock 'N' Roll Exposed: The Photography of Bob Gruen (2011)
- Strummerville (2010)
- Carnival! (2009)
- Going Home/Made In Sheffield Tony Christie (2008)
- Soul Britannia* (2007)
- Rock It To Rio: Franz Ferdinand (2006)
- Tales of Dr. Funkenstein: George Clinton (2006)
- The Making of All Mod Cons: The Jam (2006)
- Brother From Another Planet: Sun Ra (2005)
- The Revolution Will Not Be Televised: Gil Scott-Heron (2005)
- The Right Spectacle: The Very Best of Elvis Costello - The Videos (2005) (V)
- Punk: Attitude (2005) (TV)
- Making of 'London Calling': The Last Testament (2004) (V)
- One Love (2003)
- The Essential Clash (2003) (V)
- The Pretenders: Greatest Hits (2000) (V) (video "Back on the Chain Gang")
- The Clash: Westway to the World (2000) (V)
- Dancehall Queen (1997)
- Dancing in the Streets:Planet Rock (1997) (TV)
- The Pretenders: The Singles (1988) (V) (video "Back on the Chain Gang")
- "Pass the Dutchie"* video for Musical Youth (1982)
- The Punk Rock Movie (1978)

## Prémios
Ganhou um Grammy Award em 2003, na categoria "Best Long Form Music Video" pelo documentário sobre a banda de punk rock The Clash, The Clash: Westway to the World.